# Homéoptote
L'homéoptote (substantif masculin), du grec homéo (« semblable ») et ptosis (« cas »), est une figure de style reposant sur la répétition de formes morpho-syntaxiques sur la base d'un parallélisme grammatical des marqueurs morphologiques ou morphèmes : désinences verbales, terminaisons nominales identiques, pronoms personnels, déterminants, adverbes, etc., dans une phrase, un vers ou un segment de phrases successives. L'effet induit est une impression de clôture du discours sur lui-même, d'harmonie des morphèmes. Elle est donc une répétition du même cas grammatical.
Voir homéotéleute.

## Exemples

### Poésie latine
Maerentes flentes lacrimantes commiserantes, « S'affligeant, pleurant, se lamentant, se plaignant » (Ennius, Annales ; vers rapporté par le grammairien Diomède).

### Poésie française
« À la cour, à la ville, mêmes passions, mêmes faiblesses, mêmes petitesses, mêmes travers d'esprit, mêmes brouilleries dans les familles et entre les proches, mêmes envies, mêmes antipathies » (La Bruyère, Les Caractères) : répétition de l'adjectif "même". 
« Les servants se hâtèrent / Les pointeurs pointèrent / Les tireurs tirèrent / Et les astres sublimes se rallumèrent l'un après l'autre / (...) » (Guillaume Apollinaire, Les mamelles de Tirésias) : répétition de la désinence verbale èrent.
« Flottez, soleils des nuits, illuminez les sphères… » (Lamartine)

## Définition

### Définition linguistique
L'homéoptote est une figure opérant sur une transformation à l'identique de caractères syntaxiques exclusivement (ou cas grammatical), contrairement à l'anaphore qui répète un groupe de mots ou un mot, ou a contrario de l'homéotéleute qui reproduit des sons identiques. L'homéoptote se fonde sur deux figures majeures de construction : la répétition d'une part et l'hypozeuxe d'autre part. En rhétorique classique on la dénomme parfois homoioptoton (chez Gorgias notamment) ()
L'homéoptote est souvent considéré comme une variante de l'homéotéleute (qui répète le même son final), mais grammaticalement la distinction est réelle.

### Définition stylistique
Dans un discours narratif, le locuteur peut chercher à poétiser ses propos. En poésie, l'effet de redondance créée permet l'insistance sur un élément choisi, de la même manière que l'anaphore et procure un effet proche du refrain. La répétition des morphèmes ou des groupes de morphèmes ainsi concernés permet un effet plus visible que dans le cas de l'homéotéleute, agrégeant ainsi des idées de manière plus formelle.
Proche du refrain final, elle est très employée en publicité pour évoquer une ressemblance entre les qualités d'un produit et des vertus attendues.

### Genres concernés
L'homéoptote se rencontre surtout en poésie, mais aussi dans les récits comme le roman poétique ou au théâtre également, utilisée dans le but d'atteler des répliques de personnages différents. Le discours oratoire, classique surtout, emploie beaucoup l'homéoptote, considérée comme une figure majeure de cohésion discursive (chez Cicéron notamment)

## Historique de la notion
Le dictionnaire Le Robert en fait un synonyme de l'homéotéleute ; Gorgias la mentionne comme l'une des trois grandes figures de rhétorique (sous la dénomination d'homéotéleute).

### Figures proches
Figures mère : répétition, hypozeuxe
Figures filles : 
Paronymes : homéotéleute, polyptote, anaphore
Synonymes : homéotéleute (acceptation conventionnelle)